# Fredric Jameson
Fredric Jameson (Cleveland, 14 d'abril de 1934- setembre de 2024) fou un crític i teòric literari d'ideologia marxista. Després de graduar-se al Haverford College en 1954, es va traslladar a Europa durant un breu període.  Va estudiar a Ais de Provença, Múnic i Berlín, on va aprendre les últimes tendències en filosofia continental, inclòs l'ascens de l'estructuralisme. Va tornar a Amèrica l'any següent per a fer el seu doctorat en la Universitat Yale, sota la direcció d'Erich Auerbach.
Va obtenir el reconeixement per la seva anàlisi de les tendències modernes de la cultura contemporània, especialment després de publicar el llibre Postmodernism, or the cultural logic of late capitalism ('La postmodernitat, o la lògica cultural del tardocapitalisme', Durham: Duke University, 1991). Jameson considerà la postmodernitat com a claudicació de la cultura davant la pressió del capitalisme organitzat, pensament que arreplega a la seua teoria de la postmodernitat.